# بورخارد دالویتز
بورخارد ون دالویتز (انگلیسی: Burkhard Dallwitz) زاده ۱۹۵۹ یک آهنگساز آلمانی‌تبار ساکن ملبورن استرالیاست. او در نزدیکی فرانکورت زاده‌شد و در ۸ سالگی آموزش پیانو را آغاز کرد و در ۱۳ سالگی ترانه و آهنگ می‌نوشت.